# Битка код Таљакоца
Битка код Таљакоцоа или битка код Скурколе одиграла се 23. августа 1268. године између снага Шарла Анжујског, краља Напуља и Сицилије, и швапског војводе Конрадина.

## Битка
Ради освајања Напуљске краљевине, Конрадин је са око 6000 Немаца, Италијана и Шпанаца на позив италијанских Гибелина прешао Алпе и дошао у Рим, одакле је 18. августа 1268. године кренуо у намери да се преко Апенина пробије ка јадранској обали. У међувремену је Шарл Анжујски кренуо у сусрет са око 6000 Француза и Италијана.
Дана 23. августа дошло је до одлучујућег судара. Оба противника имала су борбени поредак у два ешалона, с тим што је Шарл Анжујски 800 коњаника прикупио као резерву. У првој фази битке, Конрадин је тукао снаге Карла Анжујског. Међутим, у одсутном тренутку Шарл је увео резерву и нанео одлучујући пораз Конрадиновим снагама које нису биле спремне да пруже отпор изненадном нападу противника. Конрадин, последњи из династије Хоенштауфена, заробљен је и касније погубљен. После ове битке, Анжујци за дуже време постају доминирајућа династија у Италији.